# Austin-Healey 3000
Austin-Healey 3000 — британський спортивний автомобіль, що виготовлявся у 1959—1967 рр. Найвідоміший з «великих Хіллі». Кузов легковика виконувався компанією Jensen Motors, а решта збиральних робіт проводились заводами MG у Абінгтоні, паралельно з автомобілями MG.
Протягом виробництва легковик перетворився з відкритого спортивного автомобіля (з опцією 2+2) у спортивний кабріолет.
У 1963 р. 91,5 % обсягу виготовлених Austin Healey 3000 експортувались. Переважно до Північної Америки.
Модель 3000 з 3-літровим двигуном була дуже успішною, у свої кращі дні мала перемоги на багатьох європейських ралі, і нині бере участь у перегонах класичних автомобілів.
British Leyland припинили виробництво у 1967 р., замінивши Austin-Healey подібним сучаснішим автомобілем з тримальним (несучим) кузовом — MGC (модифікація MGB).

## Родстери BN7, BT7

### Mark I

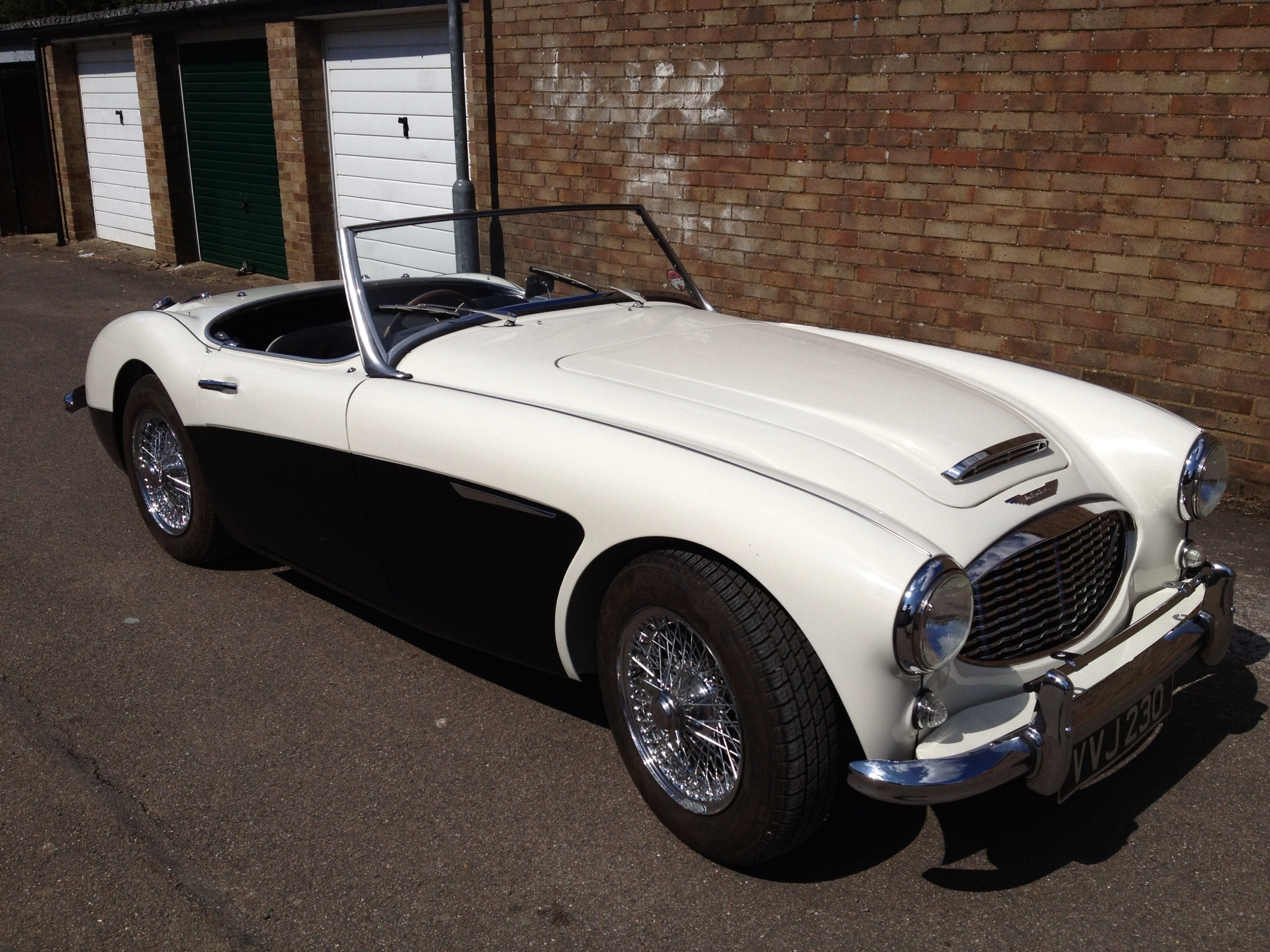
Відкритий 2-місний Mark I BN7 (1959)

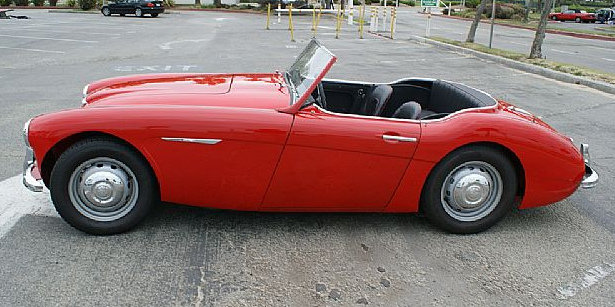
Відкритий 2-місний (2+2) Mark I BT7 (1960)

Austin-Healey 3000 (з 3 л двигуном) був представлений 1 липня 1959 р. як заміна моделі 100-6 (з 2,6 л двигуном). Новий автомобіль також відрізнявся дисковими гальмівними механізмами передніх коліс, можливістю розганятись до 60 миль/год за 11 с та до 100 миль/год за 31 с.
Інші зміни виявились незначними у порівнянні з тими, що були між моделями 100 та 100-6. Колісна база та кузов були незмінними.
Захист від погоди залишився мінімальним — складний дах з легкою знімною рамою, знімні бокові вікна з бічними панелями. Колеса зі спицями, коробка передач з підвищувальною передачею, лобове скло з триплекса, підігрівач, регульована кермова колонка, знімний твердий дах для версії 2+2, двоколірне фарбування були опціями.
Було побудовано 13650 Mark I: 2825 відкритих 2-місних BN7 та 10825 BT7 2+2.

#### Дорожний тест
|  | У 1960 р. BT7 з твердим дахом та підвищувальною передачею був протестований журналом The Motor. Максимальна швидкість становила 115 миль/год (185 км/год), розгін 0—60 миль/год (97 км/год) за 11,7 с. Витрата палива 21,6 миль на імперський галон (13,1 л/100 км, 18.0 mpg‑US). Тестовий автомобіль коштував £1326 (разом з податками). |

## Родстери BN7, BT7

### Mark II

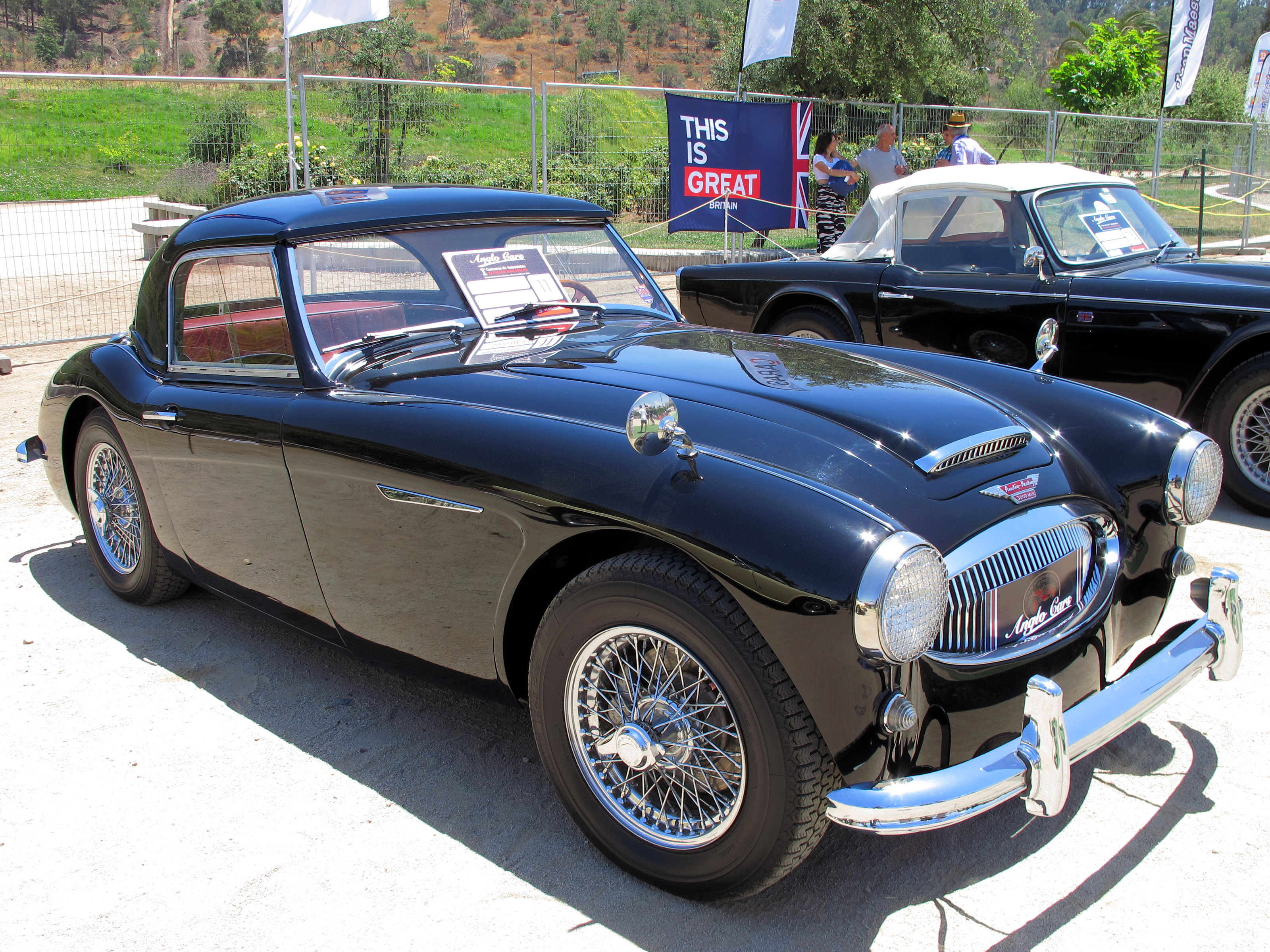
1962 Mark II BT7 (2+2). Видно бокові вікна, спицьовані колеса та твердий дах

Двигуни з трьома карбюраторами SU HS4 (загальна площа дифузора 5,3 дюйми кв.) та вдосконаленим колінчастим валом були представлені у травні 1961 р. Інші зміни містили решітку з вертикальними спицями. Додаткове обладнання було подібним до Mark I. З серпня 1961 р. опцією став гідровакуумний підсилювач гальм.

#### Дорожний тест
У 1961 р. британський журнал The Motor протестував 3000 Mark II BT7 (699 DON) з твердим дахом та підвищувальною передачею. Максимальна швидкість становила 112,9 миль/год (181,7 км/год), розгін 0—60 миль/год (97 км/год) за 10,9 с. Витрата палива 23,5 миль на імперський галон (12 л/100 км, 19.6 mpg‑US). Тестовий автомобіль коштував £1362 (включно з податками).

#### Останні справжні родстери
Виробництво BN7 Mark II припинилось у березні 1962 р., а BT7 Mark II у липні того ж року.

## Спортивні кабріолети BJ7

### Mark II

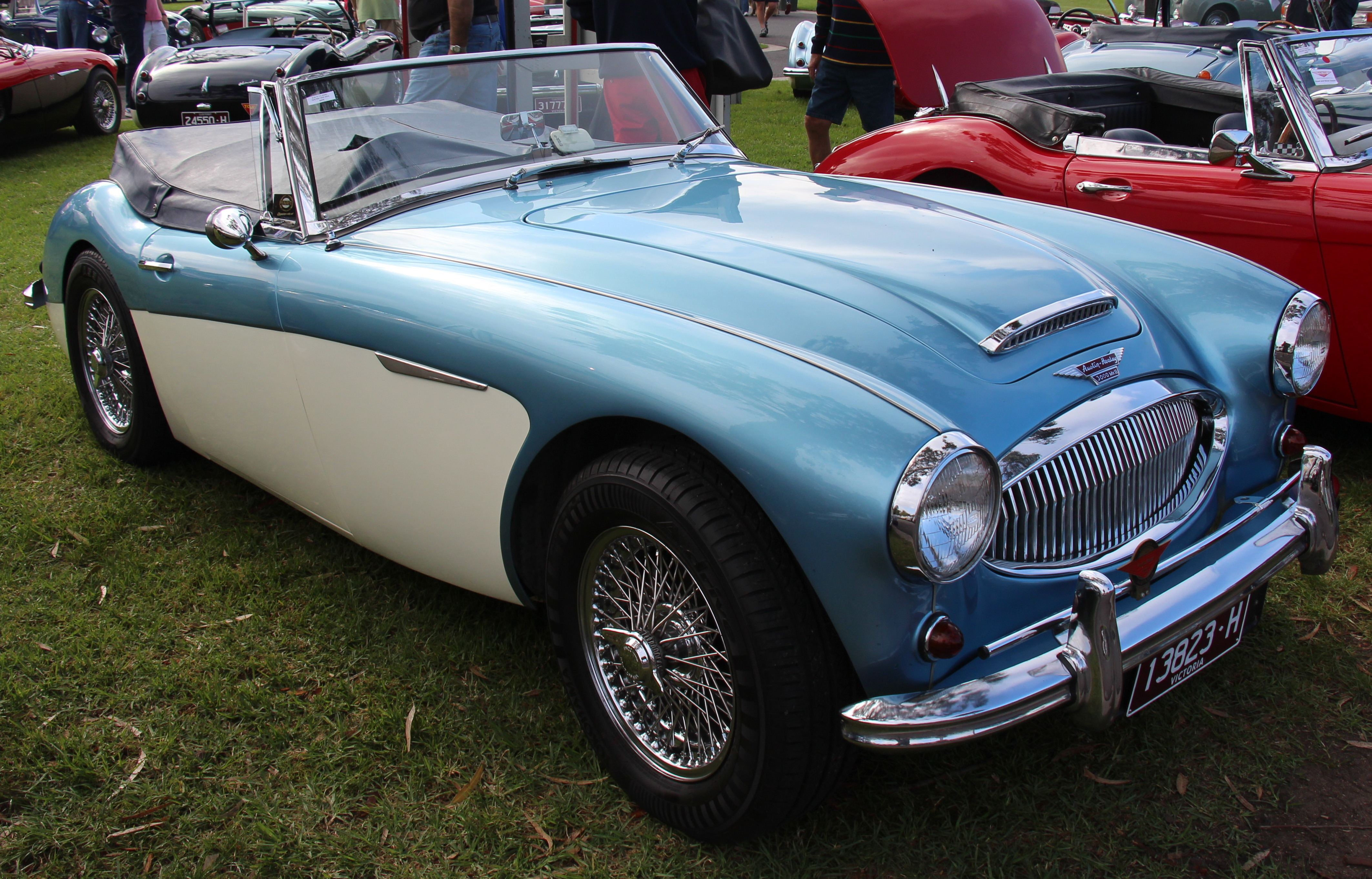
Спортивний кабріолет Mark II BJ7 1962

Спортивні кабріолети Mark II з'явились наприкінці серпня 1962 р. Автомобіль мав рівень комфорту зіставний з седаном, панорамне лобове скло, опускні бокові вікна, поворотні квартирки та швидко розкладний дах. Два карбюратори SU HS6 замінили потрійні SU (загальна площа дифузорів 5,3 дюйми кв., на 9,25 % менша). Зазначалось, що новий автомобіль міг розвивати 115 миль/год.
У 1963 р. 91,5% виготовлених Austin-Healey 3000 експортувались, переважно до Північної Америки.
Виготовили 11564 екземпляри Mark II: 355 відкритих 2-місних BN7, 5096 відкритих 2+2 BT7 та 6113 кабріолетів 2+2 BJ7.

## Спортивний кабріолет BJ8

### Mark III

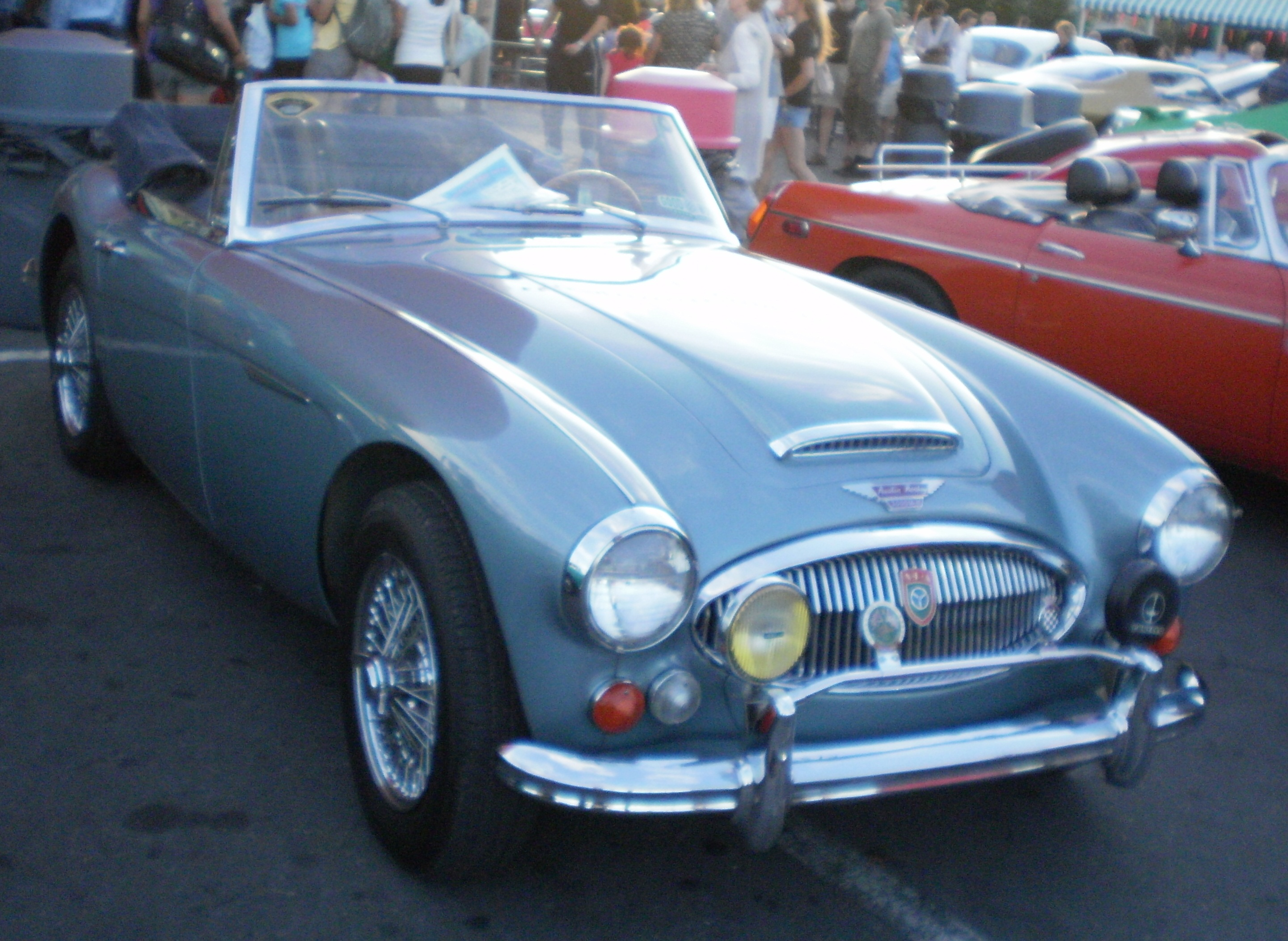
Спортивний кабріолет Mark III BJ8 1966 р. (Північна Америка)

Mark III представили в лютому 1964 р. Потужність двигуна збільшили з 136 до 150 к.с. за рахунок колінчастого вала з більшим радіусом кривошипу (більшого ходу поршня). Карбюратори SU HD8 змінили HS6, збільшивши прохідний переріз з 1,75 до 2 дюймів, а загальну площу дифузора до 6,3 дюймів кв. (більше на 30,6%). Підсилювач гальм став опцією. Спідометр і тахометр стали розміщуватись безпосередньо перед водієм. Оббивку виконали з вінілу.
 Mark III BJ8 залишався у виробництві до кінця 1967 р., до припинення виробництва Austin-Healey. Наступний автомобіль був створений у березні 1968 р.[джерело?]
У травні 1964 р. з'явилась друга модифікація (Phase II) Mark III зі збільшеним кліренсом, через оновлення шасі. З березня 1965 р. на автомобіль встановлювали окремі сигнали повороту.
Загалом виготовили 17712 автомобілів Mark III.

Автомобіль для внутрішнього ринку, зареєстрований у листопаді 1967 р.
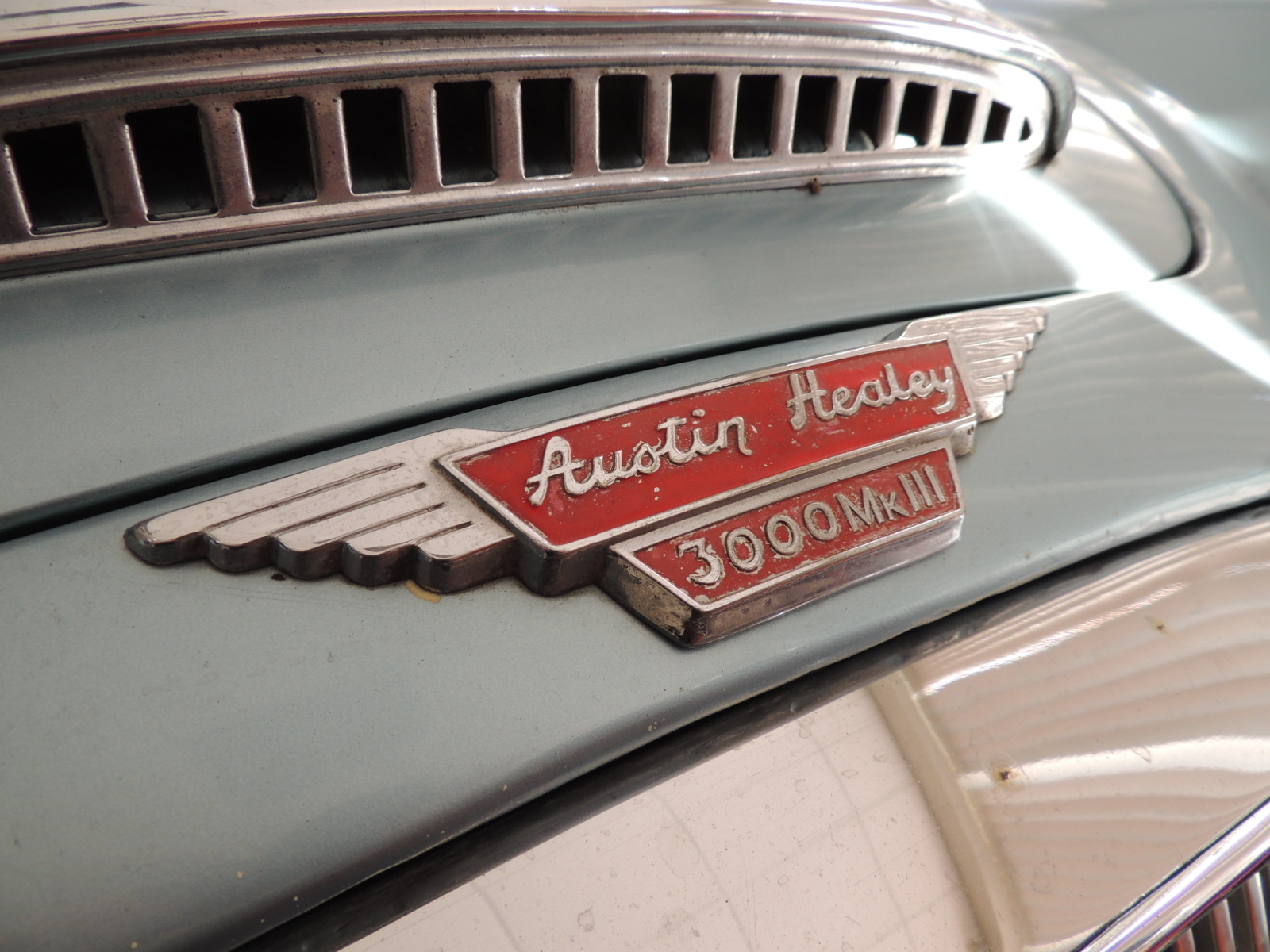
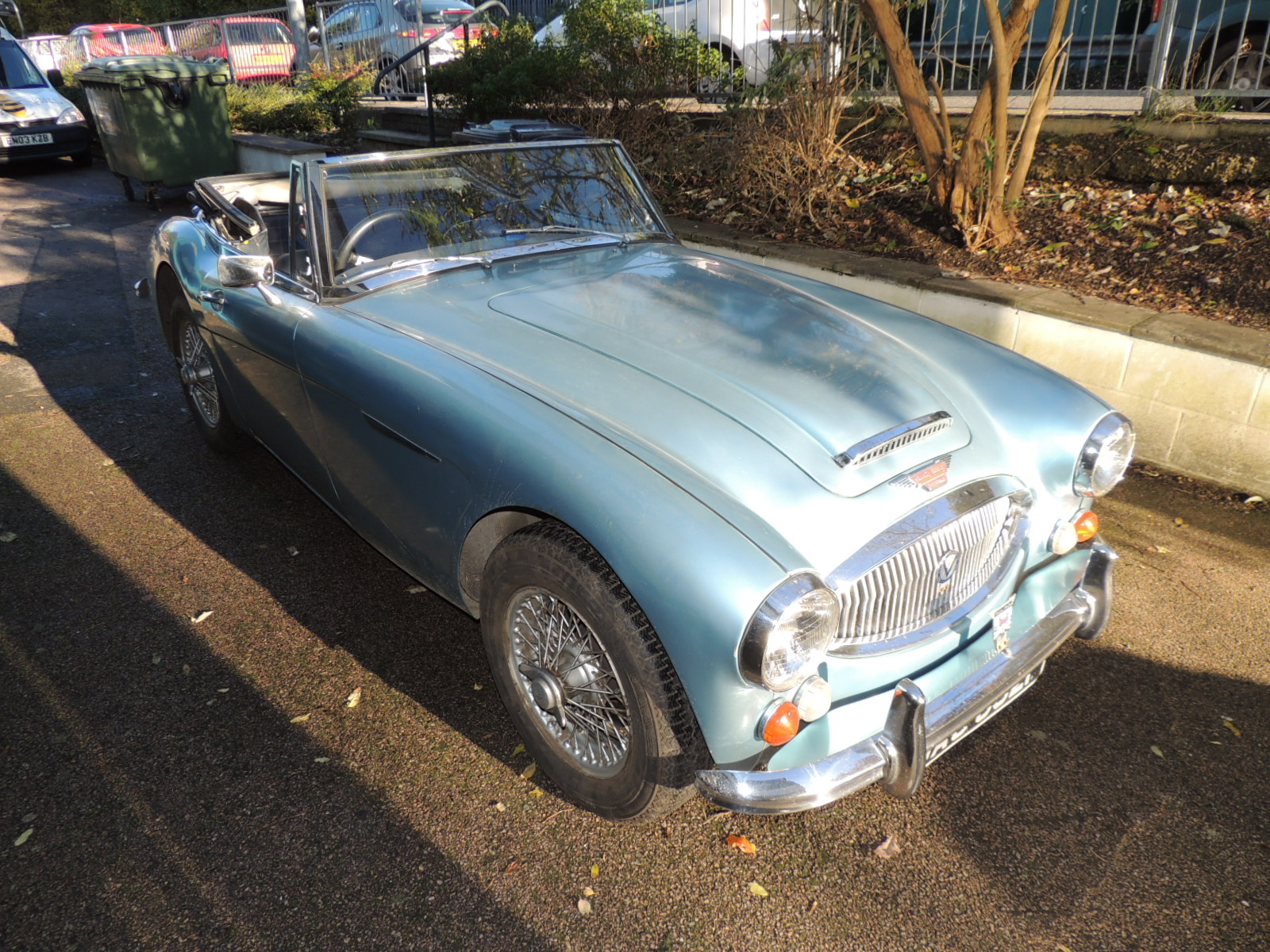
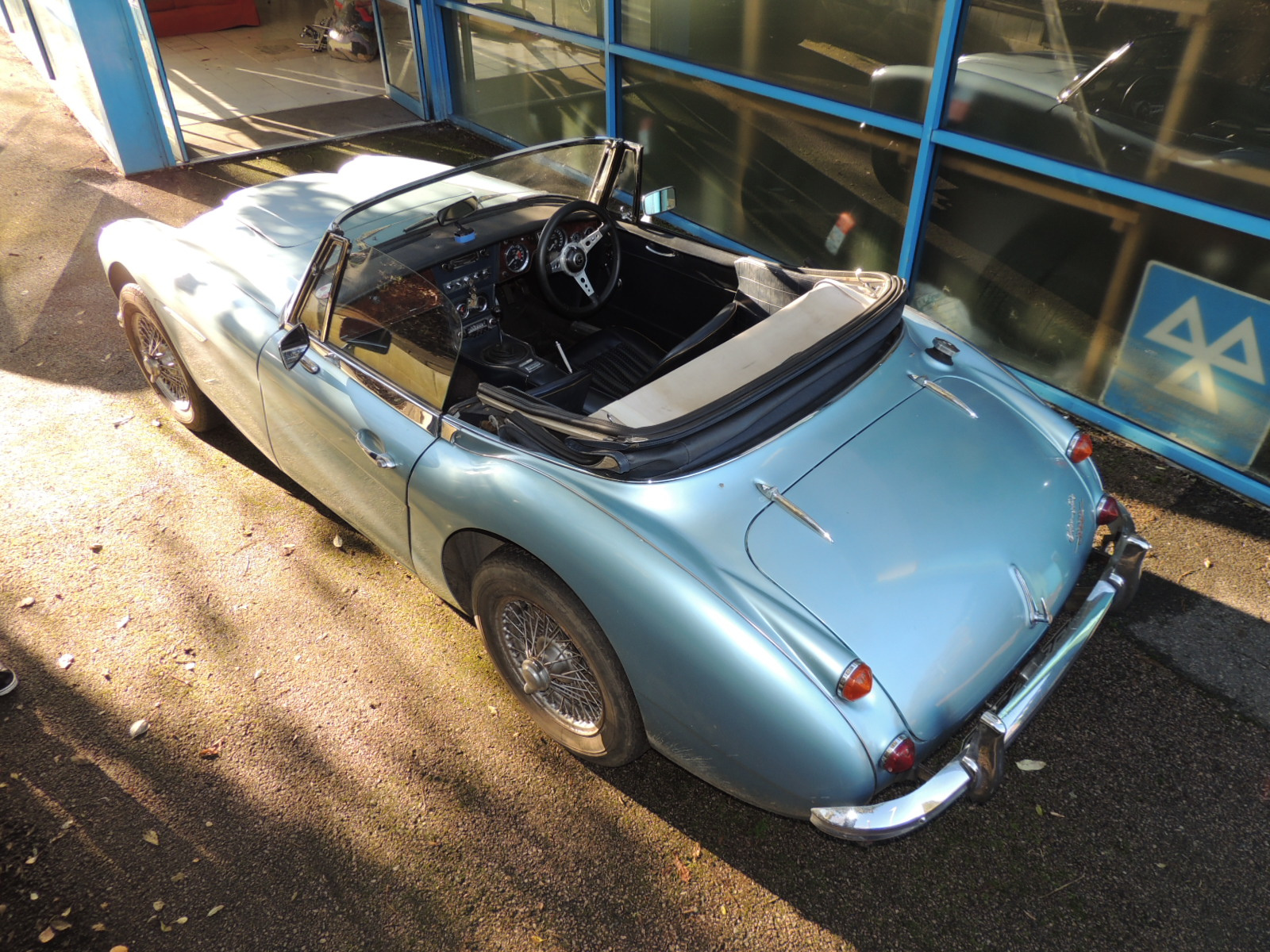
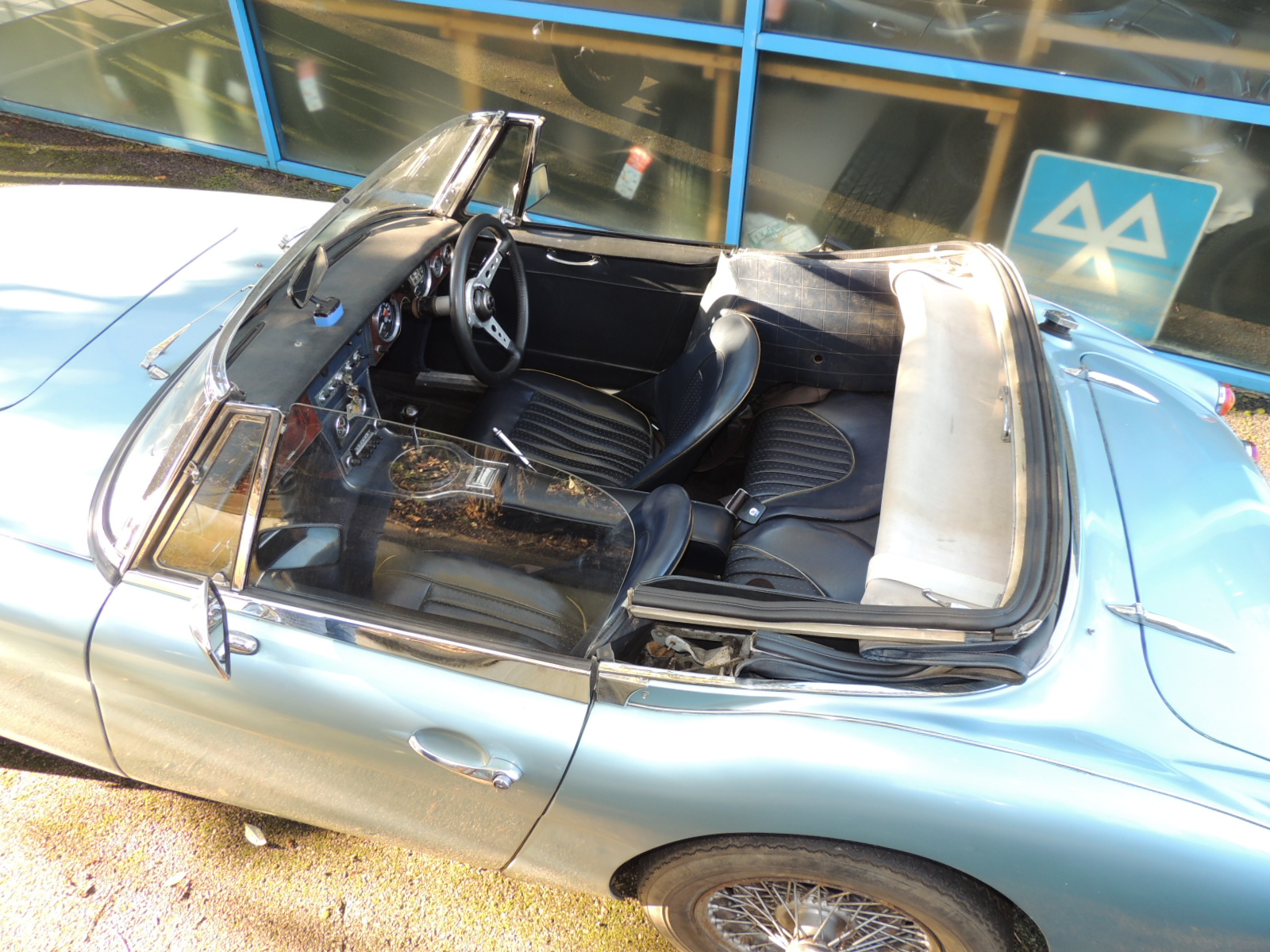
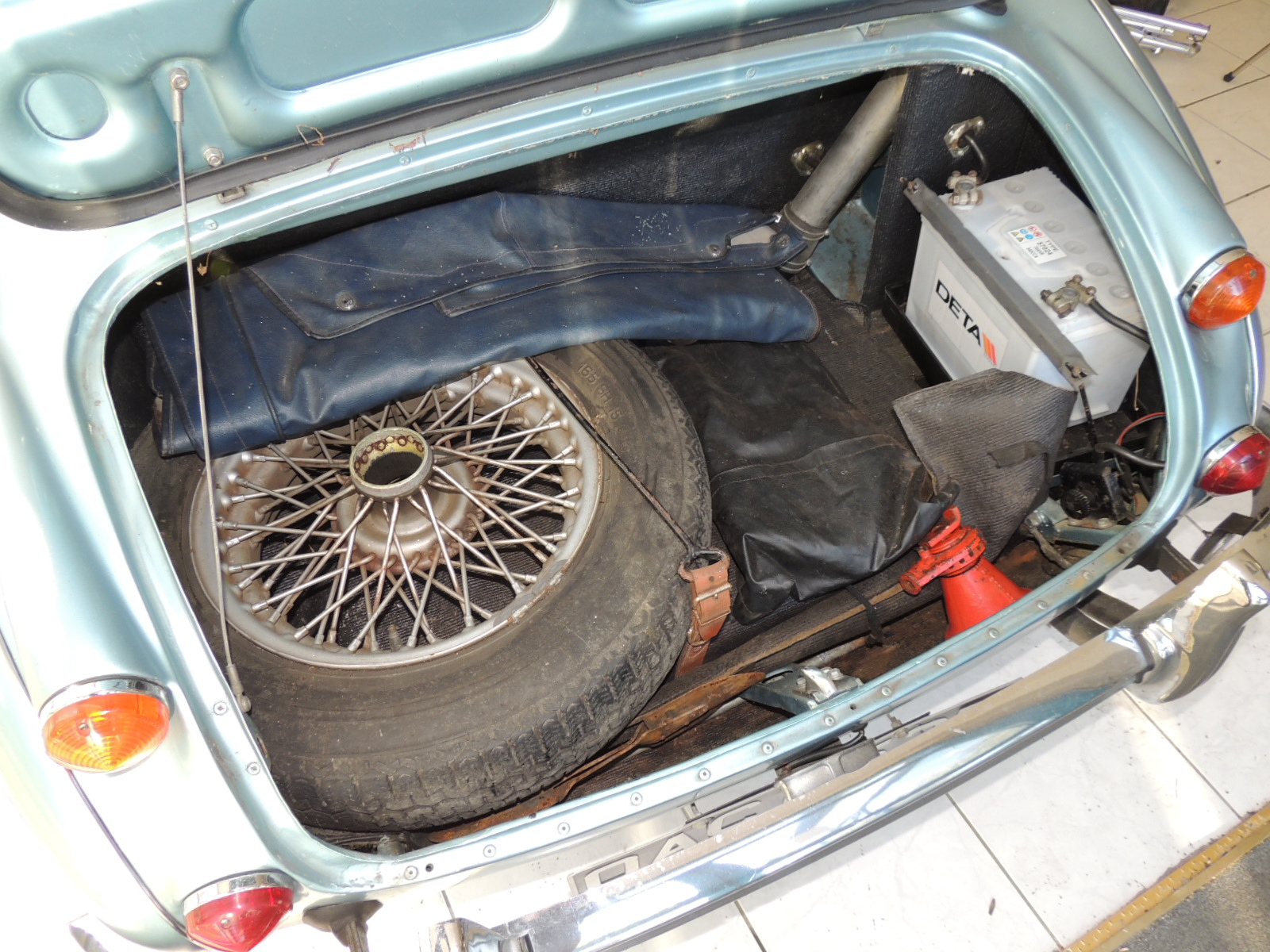
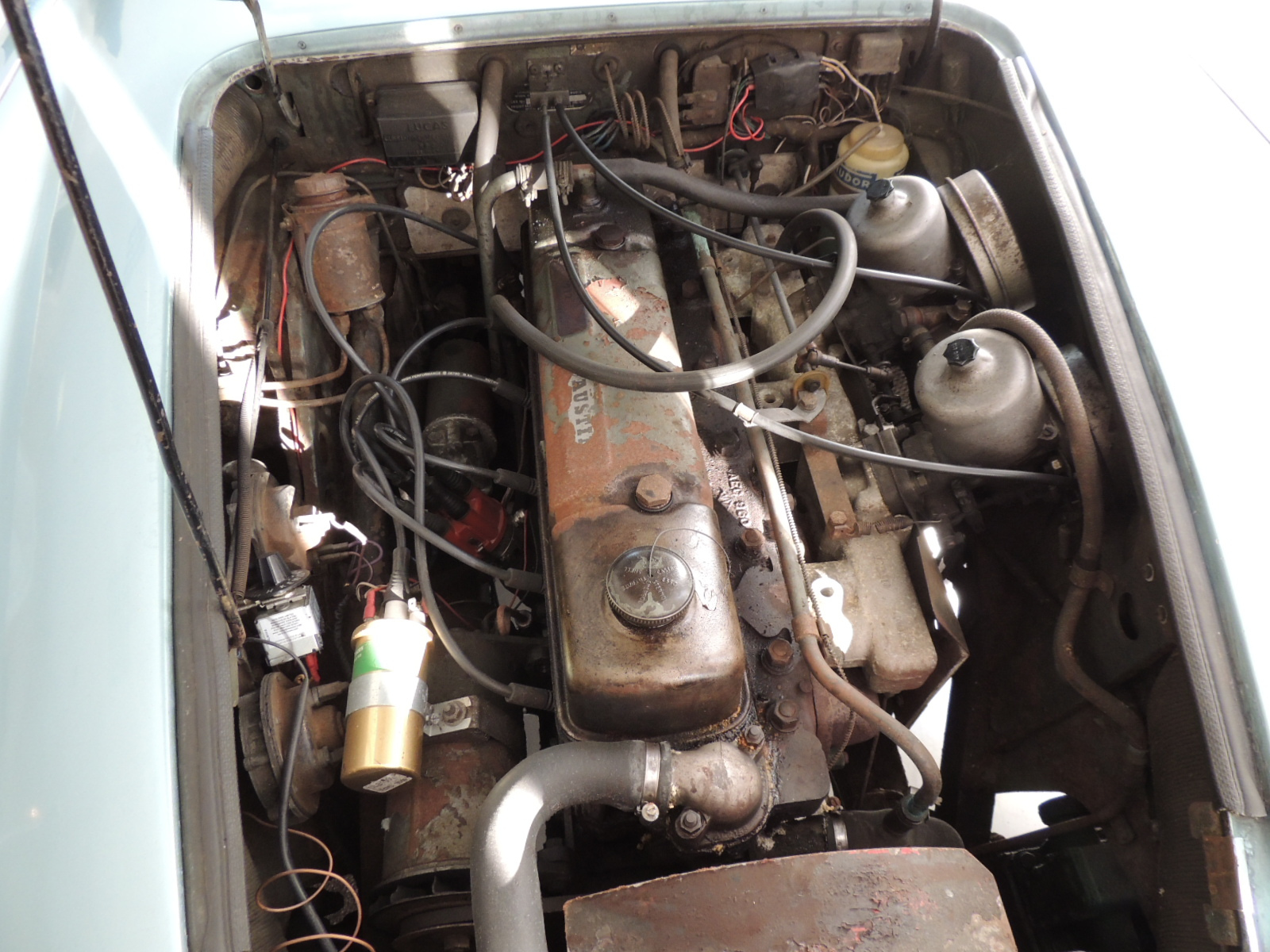
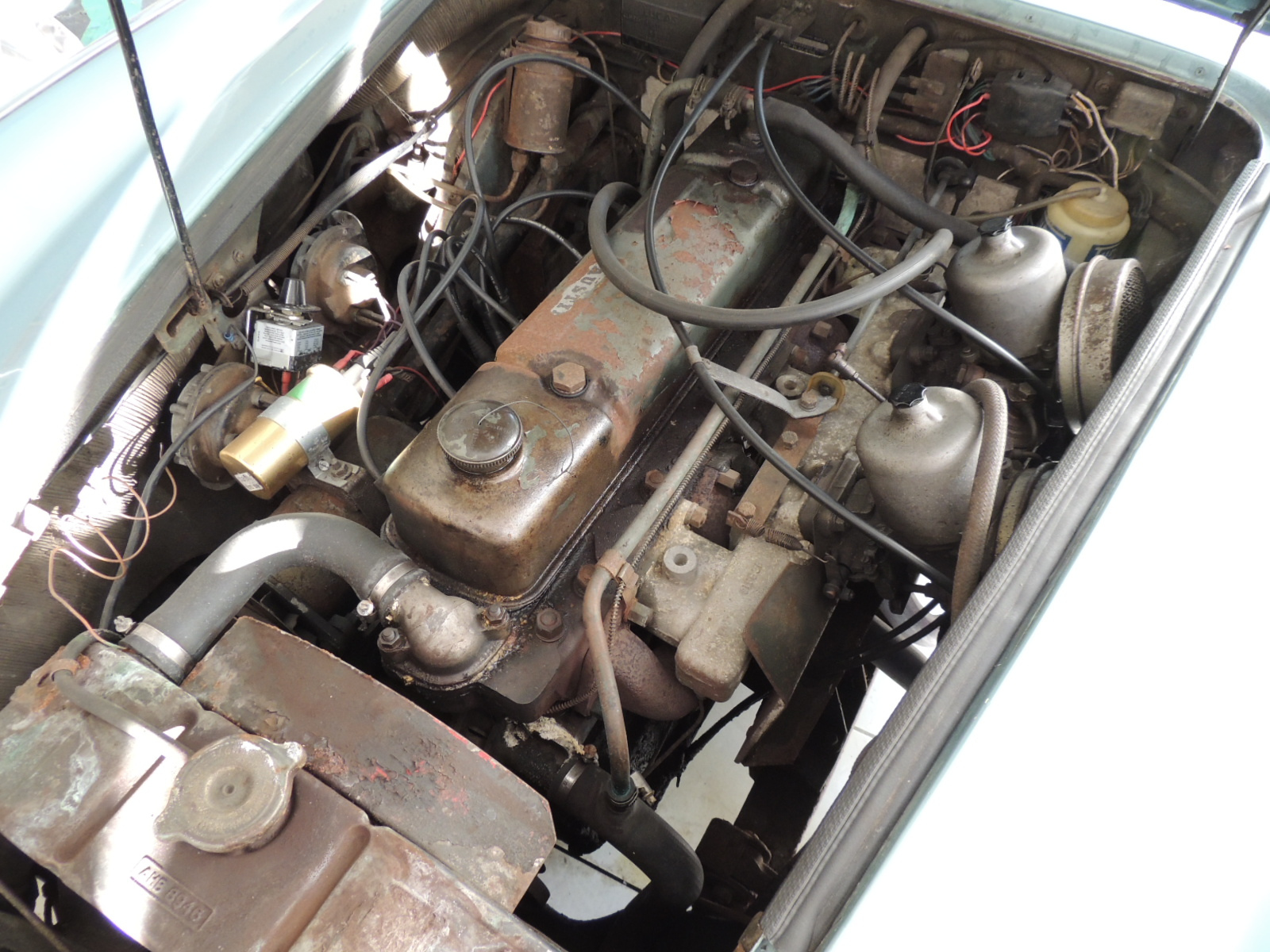
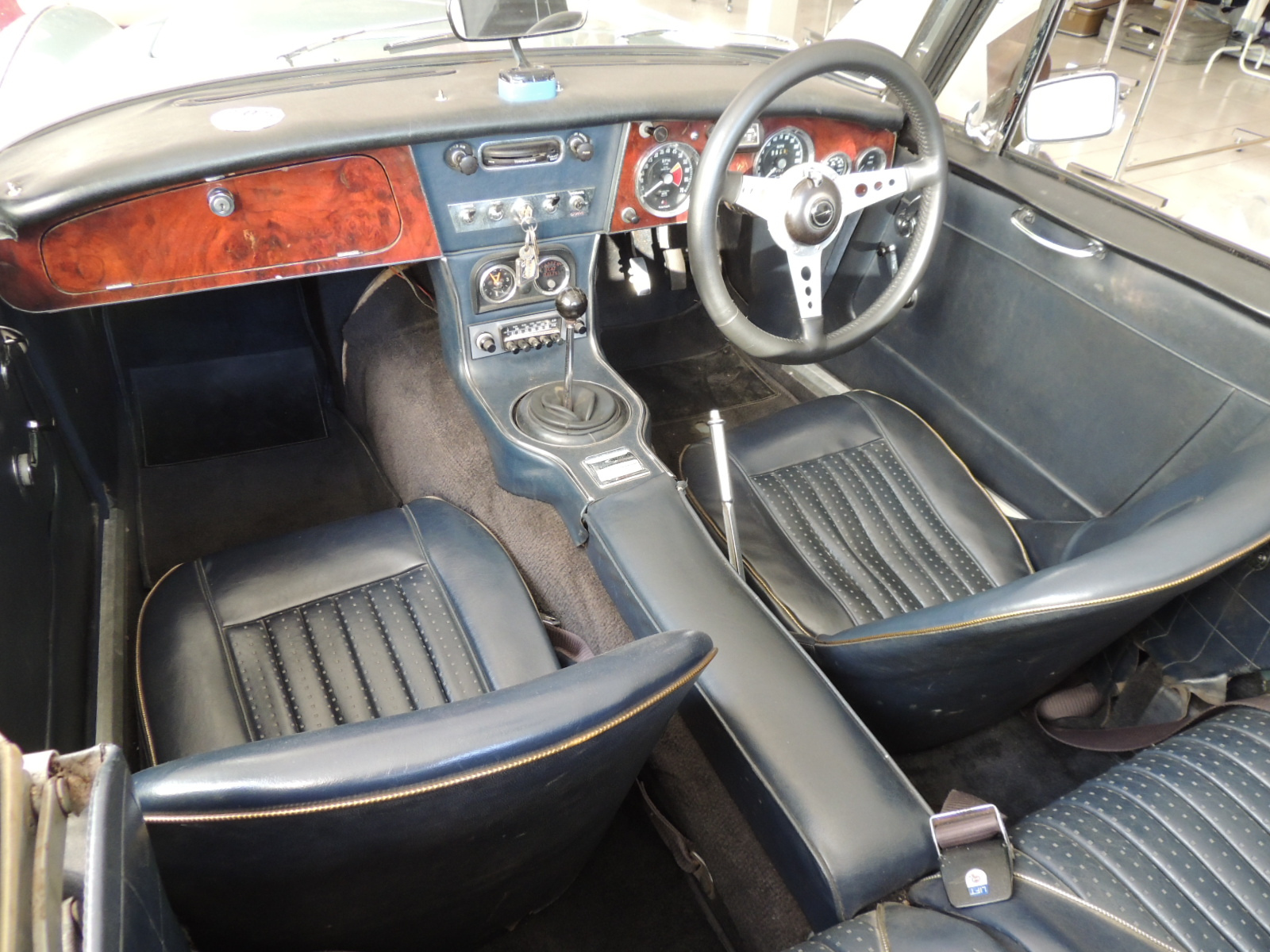
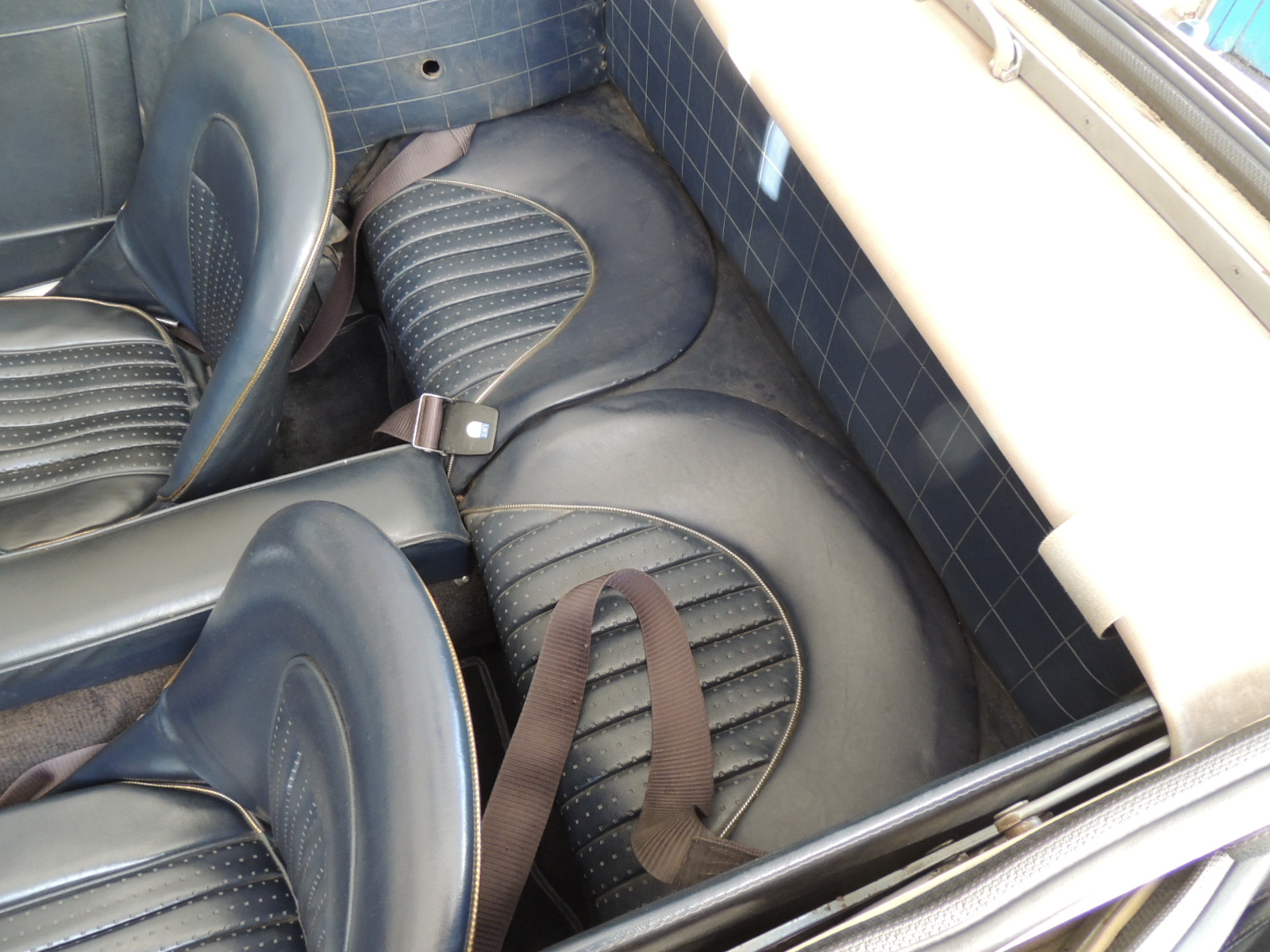
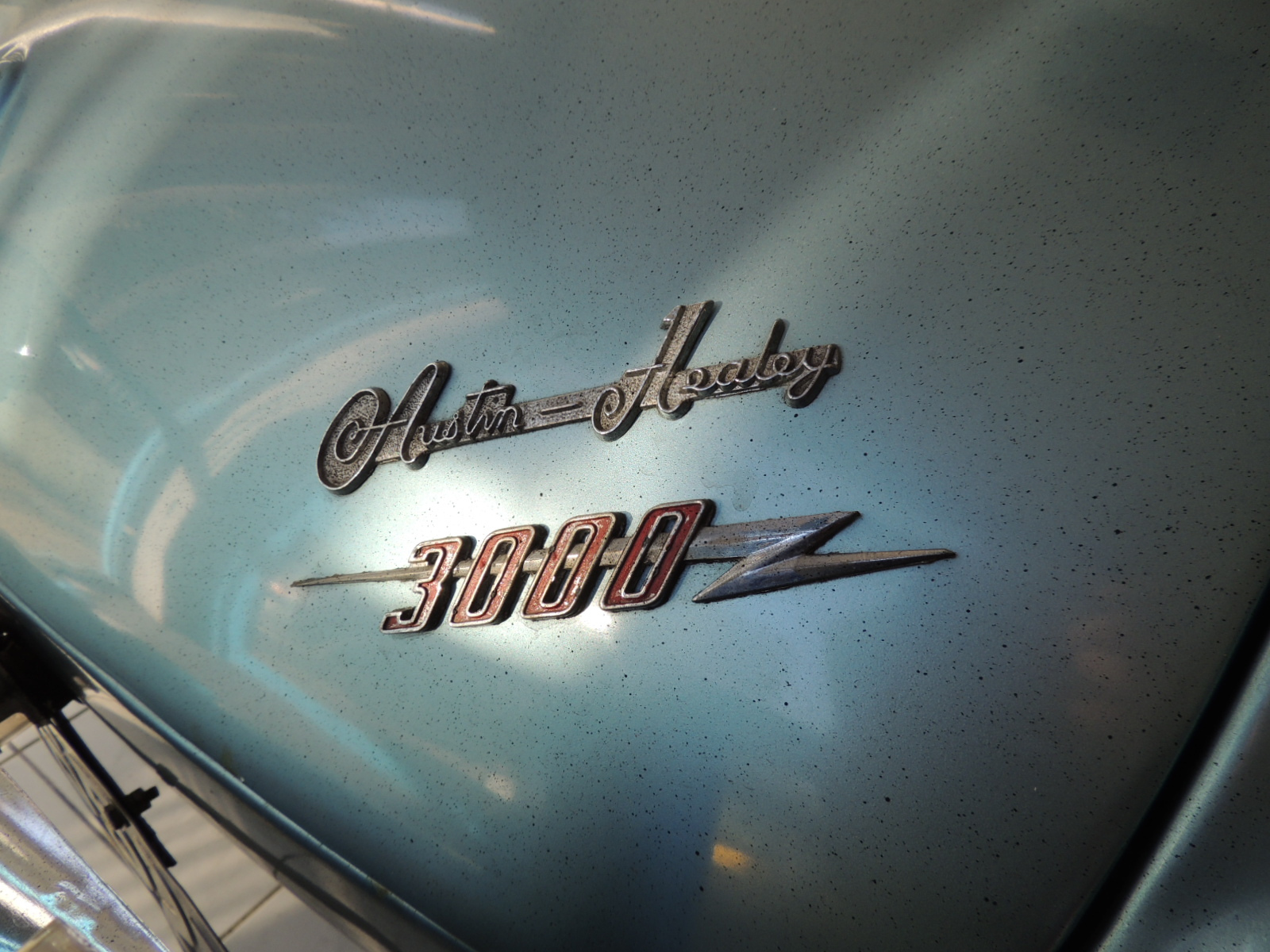

Бокові вікна

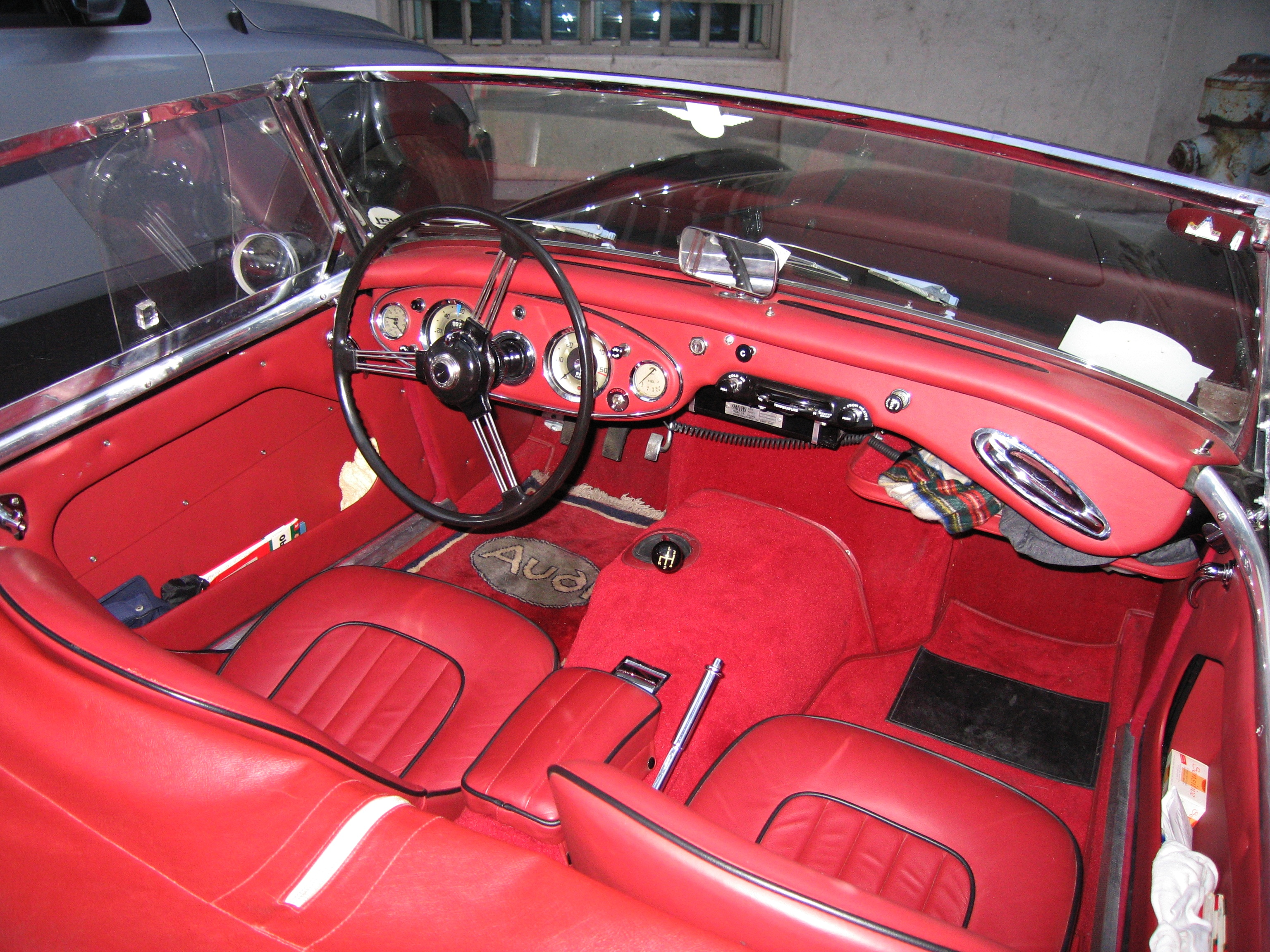
Mk I or Mk 2 з боковими вікнами
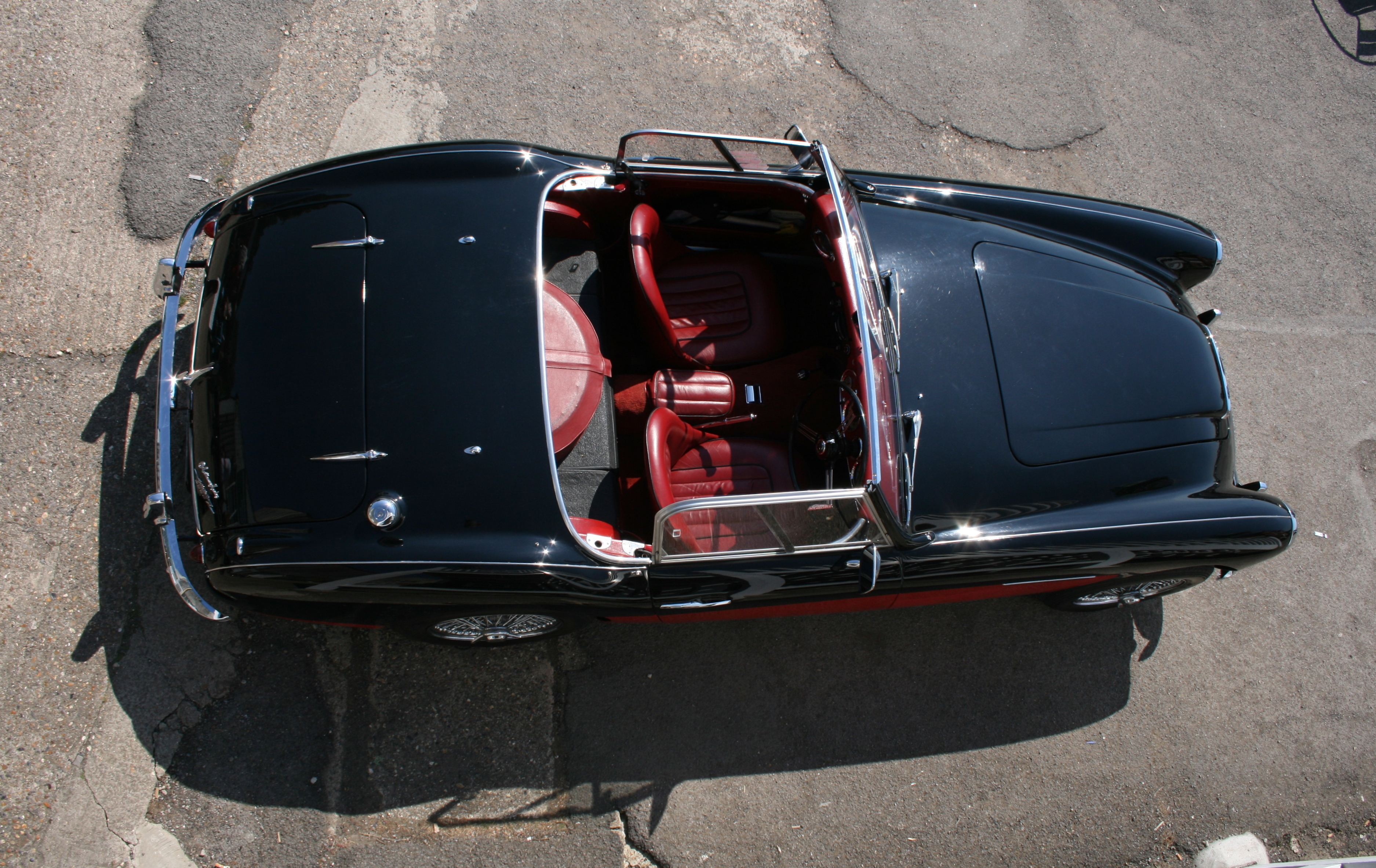

## Pininfarinagrand tourer
У жовтні 1962 р. на Британському міжнародному автосалоні (Earls Court Show) була представлена модель 3000 з закритим кузовом від Пінінфаріни. Його дизайн виграв конкурс шведського журналу Auto-Jahr.

## Змагання
Автомобілі Austin-Healey 3000 брали участь у багатьох змаганнях по всьому світу, зокрема, на Себрінгу (США), Ле-Мані (Франція), колі Монт Панорама (Австралія). Відділ змагань BMC працював з моделлю 3000 з часу її появи, однак роботи по вдосконаленню автомобіля припинились у 1965, значною мірою через успіхи Mini Cooper S.

## Зовнішні посилання
- Austin Memories [Архівовано 23 лютого 2011 у Wayback Machine.] — Історія «Остіна» та Лонгбриджа
- Volunteer register with records and photos of the 3000 [Архівовано 22 грудня 2015 у Wayback Machine.]
- Шаблон:Imcdb vehicle
- Austin Healey 3000 Mark I-Mark III [Архівовано 7 березня 2012 у Wayback Machine.] — технічні характеристики на ресурсі automobile-catalog.com